# Lista dos indicados ao Oscar de melhor filme internacional

Origem nacional dos vencedores do Oscar e indicados para Melhor Filme Internacional (até 2025)
Venceu o prêmio
Nomeado para o prêmio
Estados Unidos (não qualificado para competir o prêmio)

Esta é uma lista dos vencedores e indicados do Oscar de Melhor Filme Internacional. O Oscar de Melhor Filme Internacional (anteriormente chamado de Oscar de Melhor Filme Estrangeiro, antes de 2020) é concedido anualmente pela Academia de Artes e Ciências Cinematográficas dos Estados Unidos a um longa-metragem produzido fora dos Estados Unidos da América com uma faixa de diálogo predominantemente em uma língua diferente do inglês.
Quando a primeira cerimônia do Oscar foi realizada em 16 de maio de 1929 para homenagear filmes lançados em 1927–28, não havia categoria separada para filmes em língua estrangeira. Entre 1948 e 1956, a Academia concedeu Prêmios Especiais/Honorários aos melhores filmes em língua estrangeira lançados nos Estados Unidos. Esses prêmios, no entanto, não eram distribuídos regularmente (nenhum prêmio foi concedido em 1954) e não eram competitivos, já que não havia indicados, mas apenas um filme vencedor por ano. Para o Oscar 1957, um prêmio competitivo da Academia de Mérito, conhecido como o Prêmio de Melhor Filme Estrangeiro, foi criado para filmes não falantes de inglês, e tem sido concedido anualmente desde então.
Ao contrário de outros prêmios da Academia, o Prêmio de Melhor Filme Internacional não é concedido a um indivíduo específico. É aceito pelo diretor do filme vencedor, mas é considerado um prêmio para o país que o inscreveu como um todo. A partir de 2014, a Academia mudou suas regras para que o nome do diretor fique gravado na estatueta do Oscar, além do país do filme. O diretor também fica com a estatueta.
Ao longo dos anos, o Melhor Filme Internacional e seus predecessores foram atribuídos quase exclusivamente a filmes europeus: dos 68 prêmios atribuídos pela Academia desde 1948 a filmes internacionais, cinquenta e sete foram para filmes europeus, nove para filmes asiáticos, seis para filmes das Américas e três para filmes africanos. O falecido cineasta italiano Federico Fellini dirigiu quatro desses filmes vencedores durante sua vida, mais do que qualquer outro diretor. Se os prêmios especiais forem levados em consideração, o recorde de Fellini é empatado por seu compatriota Vittorio De Sica. O épico soviético War and Peace (1966–67), por sua vez, é o filme mais longo a receber o prêmio de Melhor Filme Internacional. Filmado de 1962 a 1966, durou mais de sete horas.

## Vencedores e indicados
Na tabela a seguir, os anos estão listados pelo ano em que as cerimônias de premiação foram realizadas, com o lançamento dos filmes tendo ocorrido no ano anterior. Filmes em negrito e com fundo azul receberam o Prêmio Especial/Honorário; aqueles em negrito e com fundo amarelo venceram o Prêmio da Academia ao Mérito regular. Os filmes que não estão em negrito e com fundo branco são os indicados.
A coluna País concorrente indica o país que submeteu o filme oficialmente à Academia, e não indica necessariamente seu principal país de produção. O nome original do filme é utilizado, como também os nomes dos diretores e os idiomas usados nos diálogos, apesar desses dois últimos elementos não serem incluídos oficialmente na indicação.
Quando várias línguas são faladas no filme, a predominante é listada primeiro; as outras línguas são escritas em fontes menores e entre parênteses. Quando o título do filme não usa um alfabeto latino, seu nome aparece primeiro transliterado para o alfabeto latino e depois no alfabeto original.
Filmes da antiga Iugoslávia são escritos tanto em latim quanto em cirílico, porque a antiga língua servo-croata usava os dois alfabetos. Os títulos dos filmes chineses são romanizados de acordo com o sistema pinyin, e são também escritos nas letras usadas pelos países, ou seja, o chinês tradicional para filmes enviados por Hong Kong e Taiwan e o chinês simplificado para filmes enviados pela República Popular da China.

### Década de 1940
| Ano         | Filme            | Direção          | País concorrente | Língua(s) | Ref.   |
| ----------- | ---------------- | ---------------- | ---------------- | --------- | ------ |
| 1948 (20.ª) | Sciuscià         | Vittorio De Sica | Itália           | Italiano  | [ 10 ] |
| 1949 (21.ª) | Monsieur Vincent | Maurice Cloche   | França           | Francês   | [ 11 ] |

### Década de 1950
| Ano         | Filme                                                                 | Direção             | País concorrente   | Língua(s)          | Ref.   |
| ----------- | --------------------------------------------------------------------- | ------------------- | ------------------ | ------------------ | ------ |
| 1950 (22.ª) | Ladri di biciclette                                                   | Vittorio De Sica    | Itália             | Italiano           | [ 12 ] |
| 1951 (23.ª) | Au-delà des grilles Le mura di Malapaga                               | René Clément        | França & Itália    | Francês e Italiano | [ 13 ] |
| 1952 (24.ª) | Rashōmon 羅生門                                                       | Akira Kurosawa      | Japão              | Japonês            | [ 14 ] |
| 1953 (25.ª) | Jeux interdits                                                        | René Clément        | França             | Francês            | [ 15 ] |
| 1955 (27.ª) | Jigokumon 地獄門                                                      | Teinosuke Kinugasa  | Japão              | Japonês            | [ 16 ] |
| 1956 (28.ª) | Miyamoto Musashi 宮本武蔵                                             | Hiroshi Inagaki     | Japão              | Japonês            | [ 17 ] |
| 1957 (29.ª) | La strada                                                             | Federico Fellini    | Itália             | Italiano           | [ 18 ] |
| 1957 (29.ª) | Der Hauptmann von Köpenick                                            | Helmut Käutner      | Alemanha Ocidental | Alemão             | [ 18 ] |
| 1957 (29.ª) | Gervaise                                                              | René Clément        | França             | Francês            | [ 18 ] |
| 1957 (29.ª) | Biruma no tategoto ビルマの竪琴                                       | Kon Ichikawa        | Japão              | Japonês            | [ 18 ] |
| 1957 (29.ª) | Qivitoq                                                               | Erik Balling        | Dinamarca          | Dinamarquês        | [ 18 ] |
| 1958 (30.ª) | Le notti di Cabiria                                                   | Federico Fellini    | Itália             | Italiano           | [ 19 ] |
| 1958 (30.ª) | Nachts, wenn der Teufel kam                                           | Robert Siodmak      | Alemanha Ocidental | Alemão             | [ 19 ] |
| 1958 (30.ª) | Porte des Lilas                                                       | René Clair          | França             | Francês            | [ 19 ] |
| 1958 (30.ª) | Mother India मदर इण्डिया                                                 | Mehboob Khan        | Índia              | Hindi              | [ 19 ] |
| 1958 (30.ª) | Ni liv                                                                | Arne Skouen         | Noruega            | Norueguês          | [ 19 ] |
| 1959 (31.ª) | Mon oncle                                                             | Jacques Tati        | França             | Francês            | [ 20 ] |
| 1959 (31.ª) | Helden                                                                | Franz Peter Wirth   | Alemanha Ocidental | Alemão             | [ 20 ] |
| 1959 (31.ª) | La venganza                                                           | Juan Antonio Bardem | Espanha            | Espanhol           | [ 20 ] |
| 1959 (31.ª) | La strada lunga un anno Cesta duga godinu dana Цеста дуга годину дана | Giuseppe De Santis  | Iugoslávia         | Italiano           | [ 20 ] |
| 1959 (31.ª) | I soliti ignoti                                                       | Mario Monicelli     | Itália             | Italiano           | [ 20 ] |

### Década de 1960
| Ano         | Filme                                           | Direção                 | País concorrente   | Língua(s)    | Ref.   |
| ----------- | ----------------------------------------------- | ----------------------- | ------------------ | ------------ | ------ |
| 1960 (32.ª) | Orfeu Negro                                     | Marcel Camus            | França             | Português    | [ 21 ] |
| 1960 (32.ª) | Die Brücke                                      | Bernhard Wicki          | Alemanha Ocidental | Alemão       | [ 21 ] |
| 1960 (32.ª) | La grande guerra                                | Mario Monicelli         | Itália             | Italiano     | [ 21 ] |
| 1960 (32.ª) | Paw                                             | Astrid Henning-Jensen   | Dinamarca          | Dinamarquês  | [ 21 ] |
| 1960 (32.ª) | Dorp aan de rivier                              | Fons Rademakers         | Países Baixos      | Holandês     | [ 21 ] |
| 1961 (33.ª) | Jungfrukällan                                   | Ingmar Bergman          | Suécia             | Sueco        | [ 22 ] |
| 1961 (33.ª) | Kapò                                            | Gillo Pontecorvo        | Itália             | Italiano     | [ 22 ] |
| 1961 (33.ª) | La vérité                                       | Henri-Georges Clouzot   | França             | Francês      | [ 22 ] |
| 1961 (33.ª) | Macario                                         | Roberto Gavaldón        | México             | Espanhol     | [ 22 ] |
| 1961 (33.ª) | Deveti krug Девети круг                         | France Štiglic          | Iugoslávia         | Servo-croata | [ 22 ] |
| 1962 (34.ª) | Såsom i en spegel                               | Ingmar Bergman          | Suécia             | Sueco        | [ 23 ] |
| 1962 (34.ª) | Harry og kammertjeneren                         | Bent Christensen        | Dinamarca          | Dinamarquês  | [ 23 ] |
| 1962 (34.ª) | Eien no hito 永遠の人                           | Keisuke Kinoshita       | Japão              | Japonês      | [ 23 ] |
| 1962 (34.ª) | Ánimas Trujano                                  | Ismael Rodríguez        | México             | Espanhol     | [ 23 ] |
| 1962 (34.ª) | Plácido                                         | Luis García Berlanga    | Espanha            | Espanhol     | [ 23 ] |
| 1963 (35.ª) | Les dimanches de Ville d'Avray                  | Serge Bourguignon       | França             | Francês      | [ 24 ] |
| 1963 (35.ª) | Elektra Ηλέκτρα                                 | Michael Cacoyannis      | Grécia             | Grego        | [ 24 ] |
| 1963 (35.ª) | Le quattro giornate di Napoli                   | Nanni Loy               | Itália             | Italiano     | [ 24 ] |
| 1963 (35.ª) | O Pagador de Promessas                          | Anselmo Duarte          | Brasil             | Português    | [ 24 ] |
| 1963 (35.ª) | Tlayucan                                        | Luis Alcoriza           | México             | Espanhol     | [ 24 ] |
| 1964 (36.ª) | 8½                                              | Federico Fellini        | Itália             | Italiano     | [ 25 ] |
| 1964 (36.ª) | Nóż w wodzie                                    | Roman Polanski          | Polônia            | Polônia      | [ 25 ] |
| 1964 (36.ª) | Los Tarantos                                    | Francisco Rovira Beleta | Espanha            | Espanhol     | [ 25 ] |
| 1964 (36.ª) | Ta Kokkina fanaria Τα κόκκινα φανάρια           | Vasilis Georgiadis      | Grécia             | Grego        | [ 25 ] |
| 1964 (36.ª) | Koto 古都                                       | Noboru Nakamura         | Japão              | Japonês      | [ 25 ] |
| 1965 (37.ª) | Ieri, oggi, domani                              | Vittorio De Sica        | Itália             | Italiano     | [ 26 ] |
| 1965 (37.ª) | Kvarteret Korpen                                | Bo Widerberg            | Suécia             | Sueco        | [ 26 ] |
| 1965 (37.ª) | Sallah Shabati סאלח שבתי                        | Ephraim Kishon          | Israel             | Hebreu       | [ 26 ] |
| 1965 (37.ª) | Les Parapluies de Cherbourg                     | Jacques Demy            | França             | Francês      | [ 26 ] |
| 1965 (37.ª) | Suna no onna 砂の女                             | Hiroshi Teshigahara     | Japão              | Japonês      | [ 26 ] |
| 1966 (38.ª) | Obchod na korze                                 | Ján Kadár e Elmar Klos  | Checoslováquia     | Eslovaco     | [ 27 ] |
| 1966 (38.ª) | To Homa vaftike kokkino Το χώμα βάφτηκε κόκκινο | Vasilis Georgiadis      | Grécia             | Grego        | [ 27 ] |
| 1966 (38.ª) | Käre John                                       | Lars-Magnus Lindgren    | Suécia             | Sueco        | [ 27 ] |
| 1966 (38.ª) | Kwaidan 怪談                                    | Masaki Kobayashi        | Japão              | Japonês      | [ 27 ] |
| 1966 (38.ª) | Matrimonio all'italiana                         | Vittorio De Sica        | Itália             | Italiano     | [ 27 ] |
| 1967 (39.ª) | Un homme et une femme                           | Claude Lelouch          | França             | Francês      | [ 28 ] |
| 1967 (39.ª) | La battaglia di Algeri                          | Gillo Pontecorvo        | Itália             | Italiano     | [ 28 ] |
| 1967 (39.ª) | Lásky jedné plavovlásky                         | Miloš Forman            | Checoslováquia     | Tcheco       | [ 28 ] |
| 1967 (39.ª) | Faraon                                          | Jerzy Kawalerowicz      | Polônia            | Polonês      | [ 28 ] |
| 1967 (39.ª) | Tri Три                                         | Aleksandar Petrović     | Iugoslávia         | Servo-croata | [ 28 ] |
| 1968 (40.ª) | Ostře sledované vlaky                           | Jiří Menzel             | Checoslováquia     | Tcheco       | [ 29 ] |
| 1968 (40.ª) | El amor brujo                                   | Francisco Rovira Beleta | Espanha            | Espanhol     | [ 29 ] |
| 1968 (40.ª) | Skupljači perja Скупљачи перја                  | Aleksandar Petrović     | Iugoslávia         | Servo-croata | [ 29 ] |
| 1968 (40.ª) | Vivre pour vivre                                | Claude Lelouch          | França             | Francês      | [ 29 ] |
| 1968 (40.ª) | Chieko-sho 智恵子抄                             | Noboru Nakamura         | Japão              | Japonês      | [ 29 ] |
| 1969 (41.ª) | Voyna i Mir Война и мир                         | Sergei Bondarchuk       | União Soviética    | Russo        | [ 30 ] |
| 1969 (41.ª) | A Pál utcai fiúk                                | Zoltán Fábri            | Hungria            | Húngaro      | [ 30 ] |
| 1969 (41.ª) | Hoří, má panenko                                | Miloš Forman            | Checoslováquia     | Tcheco       | [ 30 ] |
| 1969 (41.ª) | La ragazza con la pistola                       | Mario Monicelli         | Itália             | Italiano     | [ 30 ] |
| 1969 (41.ª) | Baisers volés                                   | François Truffaut       | França             | Francês      | [ 30 ] |

### Década de 1970
| Ano         | Filme                                                  | Direção                                     | País concorrente   | Língua(s)    | Ref.   |
| ----------- | ------------------------------------------------------ | ------------------------------------------- | ------------------ | ------------ | ------ |
| 1970 (42.ª) | Z                                                      | Constantin Costa-Gavras                     | Argélia            | Francês      | [ 31 ] |
| 1970 (42.ª) | Ådalen 31                                              | Bo Widerberg                                | Suécia             | Sueco        | [ 31 ] |
| 1970 (42.ª) | Bitka na Neretvi Битка на Неретви                      | Veljko Bulajić                              | Iugoslávia         | Servo-croata | [ 31 ] |
| 1970 (42.ª) | Bratia Karamazovy Братья Карамазовы                    | Kirill Lavrov, Ivan Pyrev e Mikhail Ulyanov | União Soviética    | Russo        | [ 31 ] |
| 1970 (42.ª) | Ma nuit chez Maud                                      | Éric Rohmer                                 | França             | Francês      | [ 31 ] |
| 1971 (43.ª) | Indagine su un cittadino al di sopra di ogni sospetto  | Elio Petri                                  | Itália             | Italiano     | [ 32 ] |
| 1971 (43.ª) | Erste Liebe                                            | Maximilian Schell                           | Suíça              | Alemão       | [ 32 ] |
| 1971 (43.ª) | Hoa-Binh                                               | Raoul Coutard                               | França             | Francês      | [ 32 ] |
| 1971 (43.ª) | Paix sur les champs                                    | Jacques Boigelot                            | Bélgica            | Francês      | [ 32 ] |
| 1971 (43.ª) | Tristana                                               | Luis Buñuel                                 | Espanha            | Espanhol     | [ 32 ] |
| 1972 (44.ª) | Il giardino dei Finzi-Contini                          | Vittorio De Sica                            | Itália             | Italiano     | [ 33 ] |
| 1972 (44.ª) | Dodeskaden どですかでん                                | Akira Kurosawa                              | Japão              | Japonês      | [ 33 ] |
| 1972 (44.ª) | Utvandrarna                                            | Jan Troell                                  | Suécia             | Sueco        | [ 33 ] |
| 1972 (44.ª) | Ha-Shoter Azulai השוטר אזולאי                          | Ephraim Kishon                              | Israel             | Hebreu       | [ 33 ] |
| 1972 (44.ª) | Chaykovskiy Чайковский                                 | Igor Talankin                               | União Soviética    | Russo        | [ 33 ] |
| 1973 (45.ª) | Le charme discret de la bourgeoisie                    | Luis Buñuel                                 | França             | Francês      | [ 34 ] |
| 1973 (45.ª) | A zori zdes tikhie А зори здесь тихие                  | Stanislav Rostotski                         | União Soviética    | Russo        | [ 34 ] |
| 1973 (45.ª) | Ani Ohev Otach Rosa אני אוהב אותך רוזה                 | Moshé Mizrahi                               | Israel             | Hebreu       | [ 34 ] |
| 1973 (45.ª) | Mi querida señorita                                    | Jaime de Armiñán                            | Espanha            | Espanhol     | [ 34 ] |
| 1973 (45.ª) | Nybyggarna                                             | Jan Troell                                  | Suécia             | Sueco        | [ 34 ] |
| 1974 (46.ª) | La nuit américaine                                     | François Truffaut                           | França             | Francês      | [ 35 ] |
| 1974 (46.ª) | Ha-Bayit Berechov Chelouche הבית ברחוב שלוש            | Moshé Mizrahi                               | Israel             | Hebreu       | [ 35 ] |
| 1974 (46.ª) | L'Invitation                                           | Claude Goretta                              | Suíça              | Francês      | [ 35 ] |
| 1974 (46.ª) | Der Fußgänger                                          | Maximilian Schell                           | Alemanha Ocidental | Alemão       | [ 35 ] |
| 1974 (46.ª) | Turks Fruit                                            | Paul Verhoeven                              | Países Baixos      | Holandês     | [ 35 ] |
| 1975 (47.ª) | Amarcord                                               | Federico Fellini                            | Itália             | Italiano     | [ 36 ] |
| 1975 (47.ª) | Macskajáték                                            | Károly Makk                                 | Hungria            | Húngaro      | [ 36 ] |
| 1975 (47.ª) | Potop                                                  | Jerzy Hoffman                               | Polônia            | Polonês      | [ 36 ] |
| 1975 (47.ª) | Lacombe Lucien                                         | Louis Malle                                 | França             | Francês      | [ 36 ] |
| 1975 (47.ª) | La tregua                                              | Sergio Renán                                | Argentina          | Espanhol     | [ 36 ] |
| 1976 (48.ª) | Dersu Uzala Дерсу Узала                                | Akira Kurosawa                              | União Soviética    | Russo        | [ 37 ] |
| 1976 (48.ª) | Actas de Marusia                                       | Miguel Littín                               | México             | Espanhol     | [ 37 ] |
| 1976 (48.ª) | Ziemia obiecana                                        | Andrzej Wajda                               | Polônia            | Polonês      | [ 37 ] |
| 1976 (48.ª) | Sandakan hachibanshokan bohkyo サンダカン八番娼館 望郷 | Kei Kumai                                   | Japão              | Japonês      | [ 37 ] |
| 1976 (48.ª) | Profumo di donna                                       | Dino Risi                                   | Itália             | Italiano     | [ 37 ] |
| 1977 (49.ª) | La Victoire en chantant                                | Jean-Jacques Annaud                         | Costa do Marfim    | Francês      | [ 38 ] |
| 1977 (49.ª) | Cousin, Cousine                                        | Jean-Charles Tacchella                      | França             | Francês      | [ 38 ] |
| 1977 (49.ª) | Jakob der Lügner                                       | Frank Beyer                                 | Alemanha Oriental  | Alemão       | [ 38 ] |
| 1977 (49.ª) | Noce i dnie                                            | Jerzy Antczak                               | Polônia            | Polonês      | [ 38 ] |
| 1977 (49.ª) | Pasqualino Settebellezze                               | Lina Wertmüller                             | Itália             | Italiano     | [ 38 ] |
| 1978 (50.ª) | La Vie devant soi                                      | Moshé Mizrahi                               | França             | Francês      | [ 39 ] |
| 1978 (50.ª) | Iphigenia Ιφιγένεια                                    | Michael Cacoyannis                          | Grécia             | Grego        | [ 39 ] |
| 1978 (50.ª) | Mivtsa Yonatan מבצע יונתן                              | Menahem Golan                               | Israel             | Hebreu       | [ 39 ] |
| 1978 (50.ª) | Una giornata particolare                               | Ettore Scola                                | Itália             | Italiano     | [ 39 ] |
| 1978 (50.ª) | Ese oscuro objeto del deseo Cet obscur objet du désir  | Luis Buñuel                                 | Espanha            | Espanhol     | [ 39 ] |
| 1979 (51.ª) | Préparez vos mouchoirs                                 | Bertrand Blier                              | França             | Francês      | [ 40 ] |
| 1979 (51.ª) | Die gläserne Zelle                                     | Hans W. Geißendörfer                        | Alemanha Ocidental | Alemão       | [ 40 ] |
| 1979 (51.ª) | Magyarok                                               | Zoltán Fábri                                | Hungria            | Húngaro      | [ 40 ] |
| 1979 (51.ª) | I nuovi mostri                                         | Dino Risi, Ettore Scola e Mario Monicelli   | Itália             | Italiano     | [ 40 ] |
| 1979 (51.ª) | Belyy Bim, Chyornoe ukho Белый Бим Чёрное ухо          | Stanislav Rostotsky                         | União Soviética    | Russo        | [ 40 ] |

### Década de 1980
| Ano         | Filme                                    | Direção                       | País concorrente   | Língua(s)    | Ref.   |
| ----------- | ---------------------------------------- | ----------------------------- | ------------------ | ------------ | ------ |
| 1980 (52.ª) | Die Blechtrommel                         | Volker Schlöndorff            | Alemanha Ocidental | Alemão       | [ 41 ] |
| 1980 (52.ª) | Panny z Wilka                            | Andrzej Wajda                 | Polônia            | Polonês      | [ 41 ] |
| 1980 (52.ª) | Mamá cumple cien años                    | Carlos Saura                  | Espanha            | Espanhol     | [ 41 ] |
| 1980 (52.ª) | Une histoire simple                      | Claude Sautet                 | França             | Francês      | [ 41 ] |
| 1980 (52.ª) | Dimenticare Venezia                      | Franco Brusati                | Itália             | Italiano     | [ 41 ] |
| 1981 (53.ª) | Moskva slezam ne verit                   | Vladimir Menshov              | União Soviética    | Russo        | [ 42 ] |
| 1981 (53.ª) | Bizalom                                  | István Szabó                  | Hungria            | Húngaro      | [ 42 ] |
| 1981 (53.ª) | Kagemusha                                | Akira Kurosawa                | Japão              | Japonês      | [ 42 ] |
| 1981 (53.ª) | Le dernier métro                         | François Truffaut             | França             | Francês      | [ 42 ] |
| 1981 (53.ª) | El nido                                  | Jaime de Armiñán              | Espanha            | Espanhol     | [ 42 ] |
| 1982 (54.ª) | Mephisto                                 | István Szabó                  | Hungria            | Húngaro      | [ 43 ] |
| 1982 (54.ª) | Das Boot ist voll                        | Markus Imhoof                 | Suíça              | Alemão       | [ 43 ] |
| 1982 (54.ª) | Człowiek z żelaza                        | Andrzej Wajda                 | Polônia            | Polonês      | [ 43 ] |
| 1982 (54.ª) | Doro no kawa                             | Kōhei Oguri                   | Japão              | Japonês      | [ 43 ] |
| 1982 (54.ª) | Tre fratelli                             | Francesco Rosi                | Itália             | Italiano     | [ 43 ] |
| 1983 (55.ª) | Volver a empezar                         | José Luis Garci               | Espanha            | Espanhol     | [ 44 ] |
| 1983 (55.ª) | Alsino y el cóndor                       | Miguel Littín                 | Nicarágua          | Espanhol     | [ 44 ] |
| 1983 (55.ª) | Coup de torchon                          | Bertrand Tavernier            | França             | Francês      | [ 44 ] |
| 1983 (55.ª) | Ingenjör Andrées luftfärd                | Jan Troell                    | Suécia             | Sueco        | [ 44 ] |
| 1983 (55.ª) | Chastnaya zhizn                          | Yuli Raizman                  | União Soviética    | Russo        | [ 44 ] |
| 1984 (56.ª) | Fanny och Alexander                      | Ingmar Bergman                | Suécia             | Sueco        | [ 45 ] |
| 1984 (56.ª) | Carmen                                   | Carlos Saura                  | Espanha            | Espanhol     | [ 45 ] |
| 1984 (56.ª) | Coup de foudre                           | Diane Kurys                   | França             | Francês      | [ 45 ] |
| 1984 (56.ª) | Jób lázadása                             | Imre Gyöngyössy e Barna Kabay | Hungria            | Húngaro      | [ 45 ] |
| 1984 (56.ª) | Le bal                                   | Ettore Scola                  | Argélia            | Francês      | [ 45 ] |
| 1985 (57.ª) | La diagonale du fou                      | Richard Dembo                 | Suíça              | Francês      | [ 46 ] |
| 1985 (57.ª) | Me'Ahorei Hasoragim                      | Uri Barbash                   | Israel             | Hebreu       | [ 46 ] |
| 1985 (57.ª) | Camila                                   | María Luisa Bemberg           | Argentina          | Espanhol     | [ 46 ] |
| 1985 (57.ª) | Sesión continua                          | José Luis Garci               | Espanha            | Espanhol     | [ 46 ] |
| 1985 (57.ª) | Voenno-polevoy roman                     | Pyotr Todorovsky              | União Soviética    | Russo        | [ 46 ] |
| 1986 (58.ª) | La historia oficial                      | Luis Puenzo                   | Argentina          | Espanhol     | [ 47 ] |
| 1986 (58.ª) | Bittere Ernte                            | Agnieszka Holland             | Alemanha Ocidental | Alemão       | [ 47 ] |
| 1986 (58.ª) | Oberst Redl                              | István Szabó                  | Hungria            | Húngaro      | [ 47 ] |
| 1986 (58.ª) | Trois hommes et un couffin               | Coline Serreau                | França             | Francês      | [ 47 ] |
| 1986 (58.ª) | Otac na službenom putu                   | Emir Kusturica                | Iugoslávia         | Servo-croata | [ 47 ] |
| 1987 (59.ª) | De Aanslag                               | Fons Rademakers               | Países Baixos      | Holandês     | [ 48 ] |
| 1987 (59.ª) | 38 – Auch das war Wien                   | Wolfgang Glück                | Áustria            | Alemão       | [ 48 ] |
| 1987 (59.ª) | 37°2 le matin                            | Jean-Jacques Beineix          | França             | Francês      | [ 48 ] |
| 1987 (59.ª) | Le déclin de l'empire américain          | Denys Arcand                  | Canadá             | Francês      | [ 48 ] |
| 1987 (59.ª) | Vesničko má středisková                  | Jiří Menzel                   | Tchecoslováquia    | Tcheco       | [ 48 ] |
| 1988 (60.ª) | Babettes gæstebud                        | Gabriel Axel                  | Dinamarca          | Dinamarquês  | [ 49 ] |
| 1988 (60.ª) | Au revoir les enfants                    | Louis Malle                   | França             | Francês      | [ 49 ] |
| 1988 (60.ª) | Asignatura aprobada                      | José Luis Garci               | Espanha            | Espanhol     | [ 49 ] |
| 1988 (60.ª) | La famiglia                              | Ettore Scola                  | Itália             | Italiano     | [ 49 ] |
| 1988 (60.ª) | Ofelaš                                   | Nils Gaup                     | Noruega            | Sámi         | [ 49 ] |
| 1989 (61.ª) | Pelle erobreren                          | Bille August                  | Dinamarca          | Dinamarquês  | [ 50 ] |
| 1989 (61.ª) | Hanussen                                 | István Szabó                  | Hungria            | Hungaro      | [ 50 ] |
| 1989 (61.ª) | Le Maître de musique                     | Gérard Corbiau                | Bélgica            | Francês      | [ 50 ] |
| 1989 (61.ª) | Salaam Bombay!                           | Mira Nair                     | Índia              | Hindi        | [ 50 ] |
| 1989 (61.ª) | Mujeres al borde de un ataque de nervios | Pedro Almodóvar               | Espanha            | Espanhol     | [ 50 ] |

### Década de 1990
| Ano         | Filme                                    | Direção                                  | País concorrente   | Língua(s)   | Ref.   |
| ----------- | ---------------------------------------- | ---------------------------------------- | ------------------ | ----------- | ------ |
| 1990 (62.ª) | Cinema Paradiso                          | Giuseppe Tornatore                       | Itália             | Italiano    | [ 51 ] |
| 1990 (62.ª) | Camille Claudel                          | Bruno Nuytten                            | França             | Francês     | [ 51 ] |
| 1990 (62.ª) | Jésus de Montréal                        | Denys Arcand                             | Canadá             | Francês     | [ 51 ] |
| 1990 (62.ª) | Dansen med Regitze                       | Kaspar Rostrup                           | Dinamarca          | Dinamarquês | [ 51 ] |
| 1990 (62.ª) | Lo que le pasó a Santiago                | Jacobo Morales                           | Porto Rico         | Espanhol    | [ 51 ] |
| 1991 (63.ª) | Reise der Hoffnung                       | Xavier Koller                            | Suíça              | Alemão      | [ 52 ] |
| 1991 (63.ª) | Cyrano de Bergerac                       | Jean-Paul Rappeneau                      | França             | Francês     | [ 52 ] |
| 1991 (63.ª) | Jú Dòu                                   | Zhang Yimou e Yang Fengliang             | China              | Mandarim    | [ 52 ] |
| 1991 (63.ª) | Das schreckliche Mädchen                 | Michael Verhoeven                        | Alemanha           | Alemão      | [ 52 ] |
| 1991 (63.ª) | Porte aperte                             | Gianni Amelio                            | Itália             | Italiano    | [ 52 ] |
| 1992 (64.ª) | Mediterraneo                             | Gabriele Salvatores                      | Itália             | Italiano    | [ 53 ] |
| 1992 (64.ª) | Börn náttúrunnar                         | Friðrik Þór Friðriksson                  | Islândia           | Islandês    | [ 53 ] |
| 1992 (64.ª) | Obecná škola                             | Jan Svěrák                               | Tchecoslováquia    | Tcheco      | [ 53 ] |
| 1992 (64.ª) | Oxen                                     | Sven Nykvist                             | Suécia             | Sueco       | [ 53 ] |
| 1992 (64.ª) | Da hong deng long gao gao gua            | Zhang Yimou                              | Hong Kong          | Mandarim    | [ 53 ] |
| 1993 (65.ª) | Indochine                                | Régis Wargnier                           | França             | Francês     | [ 54 ] |
| 1993 (65.ª) | Urga                                     | Nikita Mikhalkov                         | Rússia             | Russo       | [ 54 ] |
| 1993 (65.ª) | Daens                                    | Stijn Coninx                             | Bélgica            | Holandês    | [ 54 ] |
| 1993 (65.ª) | Un lugar en el mundo                     | Adolfo Aristarain                        | Uruguai            | Espanhol    | [ 54 ] |
| 1993 (65.ª) | Schtonk!                                 | Helmut Dietl                             | Alemanha           | Alemão      | [ 54 ] |
| 1994 (66.ª) | Belle Époque                             | Fernando Trueba                          | Espanha            | Espanhol    | [ 55 ] |
| 1994 (66.ª) | Bàwáng Bié Jī                            | Chen Kaige                               | Hong Kong          | Mandarim    | [ 55 ] |
| 1994 (66.ª) | Hedd Wyn                                 | Paul Turner                              | Reino Unido        | Galês       | [ 55 ] |
| 1994 (66.ª) | Mùi đu đủ xanh                           | Tran Anh Hung                            | Vietname           | Vietnamita  | [ 55 ] |
| 1994 (66.ª) | Xǐyàn                                    | Ang Lee                                  | Taiwan             | Mandarim    | [ 55 ] |
| 1995 (67.ª) | Utomlionnie Solntsem                     | Nikita Mikhalkov                         | Rússia             | Russo       | [ 56 ] |
| 1995 (67.ª) | Pred dozhdot                             | Milcho Manchevski                        | Macedônia do Norte | Macedônio   | [ 56 ] |
| 1995 (67.ª) | Yin shi nan nu                           | Ang Lee                                  | Taiwan             | Mandarim    | [ 56 ] |
| 1995 (67.ª) | Farinelli                                | Gérard Corbiau                           | Bélgica            | Francês     | [ 56 ] |
| 1995 (67.ª) | Fresa y chocolate                        | Tomás Gutiérrez Alea e Juan Carlos Tabío | Cuba               | Espanhol    | [ 56 ] |
| 1996 (68.ª) | Antonia                                  | Marleen Gorris                           | Países Baixos      | Holandês    | [ 57 ] |
| 1996 (68.ª) | Lust och fägring stor                    | Bo Widerberg                             | Suécia             | Sueco       | [ 57 ] |
| 1996 (68.ª) | Poussières de vie                        | Rachid Bouchareb                         | Argélia            | Francês     | [ 57 ] |
| 1996 (68.ª) | O Quatrilho                              | Fábio Barreto                            | Brasil             | Português   | [ 57 ] |
| 1996 (68.ª) | L'uomo delle stelle                      | Giuseppe Tornatore                       | Itália             | Italiano    | [ 57 ] |
| 1997 (69.ª) | Kolja                                    | Jan Svěrák                               | Chéquia            | Tcheco      | [ 58 ] |
| 1997 (69.ª) | Shekvarebuli kulinaris ataserti retsepti | Nana Dzhordzhadze                        | Geórgia            | Georgiano   | [ 58 ] |
| 1997 (69.ª) | Sønntagsengel                            | Berit Nesheim                            | Noruega            | Norueguês   | [ 58 ] |
| 1997 (69.ª) | Kavkazskij plennik                       | Sergei Bodrov                            | Rússia             | Russo       | [ 58 ] |
| 1997 (69.ª) | Ridicule                                 | Patrice Leconte                          | França             | Francês     | [ 58 ] |
| 1998 (70.ª) | Karakter                                 | Mike van Diem                            | Países Baixos      | Holandês    | [ 59 ] |
| 1998 (70.ª) | Jenseits der Stille                      | Caroline Link                            | Alemanha           | Alemão      | [ 59 ] |
| 1998 (70.ª) | Secretos del corazón                     | Montxo Armendáriz                        | Espanha            | Espanhol    | [ 59 ] |
| 1998 (70.ª) | Vor                                      | Pavel Chukhrai                           | Rússia             | Russo       | [ 59 ] |
| 1998 (70.ª) | O Que É Isso, Companheiro?               | Bruno Barreto                            | Brasil             | Português   | [ 59 ] |
| 1999 (71.ª) | La vita è bella                          | Roberto Benigni                          | Itália             | Italiano    | [ 60 ] |
| 1999 (71.ª) | Central do Brasil                        | Walter Salles                            | Brasil             | Português   | [ 60 ] |
| 1999 (71.ª) | Bacheha-Ye aseman                        | Majid Majidi                             | Irão               | Persa       | [ 60 ] |
| 1999 (71.ª) | El abuelo                                | José Luis Garci                          | Espanha            | Espanhol    | [ 60 ] |
| 1999 (71.ª) | Tango, no me dejes nunca                 | Carlos Saura                             | Argentina          | Espanhol    | [ 60 ] |

### Década de 2000
| Ano         | Filme                               | Direção                          | País concorrente     | Língua(s)   | Ref.   |
| ----------- | ----------------------------------- | -------------------------------- | -------------------- | ----------- | ------ |
| 2000 (72.ª) | Todo sobre mi madre                 | Pedro Almodóvar                  | Espanha              | Espanhol    | [ 61 ] |
| 2000 (72.ª) | Est-Ouest                           | Régis Wargnier                   | França               | Francês     | [ 61 ] |
| 2000 (72.ª) | Himalaya, l'enfance d'un chef       | Eric Valli                       | Nepal                | Nepali      | [ 61 ] |
| 2000 (72.ª) | Solomon a Gaenor                    | Paul Morrison                    | Reino Unido          | Galês       | [ 61 ] |
| 2000 (72.ª) | Under solen                         | Colin Nutley                     | Suécia               | Sueco       | [ 61 ] |
| 2001 (73.ª) | Wòhǔ Cánglóng                       | Ang Lee                          | Taiwan               | Mandarim    | [ 62 ] |
| 2001 (73.ª) | Amores perros                       | Alejandro González Iñárritu      | México               | Espanhol    | [ 62 ] |
| 2001 (73.ª) | Musíme si pomáhat                   | Jan Hřebejk                      | Chéquia              | Tcheco      | [ 62 ] |
| 2001 (73.ª) | Iedereen beroemd!                   | Dominique Deruddere              | Bélgica              | Holandês    | [ 62 ] |
| 2001 (73.ª) | Le Goût des autres                  | Agnès Jaoui                      | França               | Francês     | [ 62 ] |
| 2002 (74.ª) | Ničija zemlja                       | Danis Tanović                    | Bósnia e Herzegovina | Bósnio      | [ 63 ] |
| 2002 (74.ª) | Le fabuleux destin d'Amélie Poulain | Jean-Pierre Jeunet               | França               | Francês     | [ 63 ] |
| 2002 (74.ª) | Elling                              | Petter Næss                      | Noruega              | Norueguês   | [ 63 ] |
| 2002 (74.ª) | Lagaan                              | Ashutosh Gowariker               | Índia                | Hindi       | [ 63 ] |
| 2002 (74.ª) | El hijo de la novia                 | Juan José Campanella             | Argentina            | Espanhol    | [ 63 ] |
| 2003 (75.ª) | Nirgendwo in Afrika                 | Caroline Link                    | Alemanha             | Alemão      | [ 64 ] |
| 2003 (75.ª) | El crimen del padre Amaro           | Carlos Carrera                   | México               | Espanhol    | [ 64 ] |
| 2003 (75.ª) | Yīngxióng                           | Zhang Yimou                      | China                | Mandarim    | [ 64 ] |
| 2003 (75.ª) | Mies vailla menneisyyttä            | Aki Kaurismäki                   | Finlândia            | Finlandês   | [ 64 ] |
| 2003 (75.ª) | Zus & Zo                            | Paula van der Oest               | Países Baixos        | Holandês    | [ 64 ] |
| 2004 (76.ª) | Les Invasions barbares              | Denys Arcand                     | Canadá               | Francês     | [ 65 ] |
| 2004 (76.ª) | Ondskan                             | Mikael Håfström                  | Suécia               | Sueco       | [ 65 ] |
| 2004 (76.ª) | Tasogare Seibei                     | Yôji Yamada                      | Japão                | Japonês     | [ 65 ] |
| 2004 (76.ª) | De Tweeling                         | Ben Sombogaart                   | Países Baixos        | Holandês    | [ 65 ] |
| 2004 (76.ª) | Želary                              | Ondřej Trojan                    | Chéquia              | Tcheco      | [ 65 ] |
| 2005 (77.ª) | Mar adentro                         | Alejandro Amenábar               | Espanha              | Espanhol    | [ 66 ] |
| 2005 (77.ª) | Så som i himmelen                   | Kay Pollak                       | Suécia               | Sueco       | [ 66 ] |
| 2005 (77.ª) | Les choristes                       | Christophe Barratier             | França               | Francês     | [ 66 ] |
| 2005 (77.ª) | Der Untergang                       | Oliver Hirschbiegel              | Alemanha             | Alemão      | [ 66 ] |
| 2005 (77.ª) | Yesterday                           | Darrell Roodt                    | África do Sul        | Zulu        | [ 66 ] |
| 2006 (78.ª) | Tsotsi                              | Gavin Hood                       | África do Sul        | Zulu        | [ 67 ] |
| 2006 (78.ª) | La bestia nel cuore                 | Cristina Comencini               | Itália               | Italiano    | [ 67 ] |
| 2006 (78.ª) | Joyeux Noël                         | Christian Carion                 | França               | Francês     | [ 67 ] |
| 2006 (78.ª) | Al-Jannah al'ān                     | Hany Abu-Assad                   | Palestina            | Árabe       | [ 67 ] |
| 2006 (78.ª) | Sophie Scholl – Die letzten Tage    | Marc Rothemund                   | Alemanha             | Alemão      | [ 67 ] |
| 2007 (79.ª) | Das Leben der Anderen               | Florian Henckel von Donnersmarck | Alemanha             | Alemão      | [ 68 ] |
| 2007 (79.ª) | Efter brylluppet                    | Susanne Bier                     | Dinamarca            | Dinamarquês | [ 68 ] |
| 2007 (79.ª) | Indigènes                           | Rachid Bouchareb                 | Argélia              | Francês     | [ 68 ] |
| 2007 (79.ª) | El laberinto del fauno              | Guillermo del Toro               | México               | Espanhol    | [ 68 ] |
| 2007 (79.ª) | Water                               | Deepa Mehta                      | Canadá               | Hindi       | [ 68 ] |
| 2008 (80.ª) | Die Fälscher                        | Stefan Ruzowitzky                | Áustria              | Alemão      | [ 69 ] |
| 2008 (80.ª) | 12                                  | Nikita Mikhalkov                 | Rússia               | Russo       | [ 69 ] |
| 2008 (80.ª) | Beaufort                            | Joseph Cedar                     | Israel               | Hebreu      | [ 69 ] |
| 2008 (80.ª) | Katyń                               | Andrzej Wajda                    | Polônia              | Polonês     | [ 69 ] |
| 2008 (80.ª) | Mongol                              | Sergei Bodrov                    | Cazaquistão          | Mongol      | [ 69 ] |
| 2009 (81.ª) | Okuribito                           | Yojiro Takita                    | Japão                | Japonês     | [ 70 ] |
| 2009 (81.ª) | Der Baader Meinhof Komplex          | Uli Edel                         | Alemanha             | Alemão      | [ 70 ] |
| 2009 (81.ª) | Entre les murs                      | Laurent Cantet                   | França               | Francês     | [ 70 ] |
| 2009 (81.ª) | Revanche                            | Götz Spielmann                   | Áustria              | Alemão      | [ 70 ] |
| 2009 (81.ª) | Vals im Bashir                      | Ari Folman                       | Israel               | Hebreu      | [ 70 ] |

### Década de 2010
| Ano         | Filme                       | Direção                          | País concorrente | Língua(s)   | Ref.   |
| ----------- | --------------------------- | -------------------------------- | ---------------- | ----------- | ------ |
| 2010 (82.ª) | El secreto de sus ojos      | Juan José Campanella             | Argentina        | Espanhol    | [ 71 ] |
| 2010 (82.ª) | Ajami                       | Scandar Copti e Yaron Shani      | Israel           | Hebreu      | [ 71 ] |
| 2010 (82.ª) | La teta asustada            | Claudia Llosa                    | Peru             | Espanhol    | [ 71 ] |
| 2010 (82.ª) | Un prophète                 | Jacques Audiard                  | França           | Francês     | [ 71 ] |
| 2010 (82.ª) | Das weiße Band              | Michael Haneke                   | Alemanha         | Alemão      | [ 71 ] |
| 2011 (83.ª) | Hævnen                      | Susanne Bier                     | Dinamarca        | Dinamarquês | [ 72 ] |
| 2011 (83.ª) | Biutiful                    | Alejandro González Iñárritu      | México           | Espanhol    | [ 72 ] |
| 2011 (83.ª) | Kynodontas                  | Yorgos Lanthimos                 | Grécia           | Grego       | [ 72 ] |
| 2011 (83.ª) | Incendies                   | Denis Villeneuve                 | Canadá           | Francês     | [ 72 ] |
| 2011 (83.ª) | Hors-la-loi                 | Rachid Bouchareb                 | Argélia          | Francês     | [ 72 ] |
| 2012 (84.ª) | Jodaeiye Nader az Simin     | Asghar Farhadi                   | Irão             | Persa       | [ 73 ] |
| 2012 (84.ª) | Rundskop                    | Michaël R. Roskam                | Bélgica          | Holandês    | [ 73 ] |
| 2012 (84.ª) | He'arat Shulayim            | Joseph Cedar                     | Israel           | Hebreu      | [ 73 ] |
| 2012 (84.ª) | W ciemności                 | Agnieszka Holland                | Polônia          | Polonês     | [ 73 ] |
| 2012 (84.ª) | Monsieur Lazhar             | Philippe Falardeau               | Canadá           | Francês     | [ 73 ] |
| 2013 (85.ª) | Amour                       | Michael Haneke                   | Áustria          | Francês     | [ 74 ] |
| 2013 (85.ª) | Kon-Tiki                    | Joachim Rønning e Espen Sandberg | Noruega          | Norueguês   | [ 74 ] |
| 2013 (85.ª) | No                          | Pablo Larraín                    | Chile            | Espanhol    | [ 74 ] |
| 2013 (85.ª) | En kongelig affære          | Nikolaj Arcel                    | Dinamarca        | Dinamarquês | [ 74 ] |
| 2013 (85.ª) | Rebelle                     | Kim Nguyen                       | Canadá           | Francês     | [ 74 ] |
| 2014 (86.ª) | La grande bellezza          | Paolo Sorrentino                 | Itália           | Italiano    | [ 75 ] |
| 2014 (86.ª) | The Broken Circle Breakdown | Felix Van Groeningen             | Bélgica          | Holandês    | [ 75 ] |
| 2014 (86.ª) | Jagten                      | Thomas Vinterberg                | Dinamarca        | Dinamarquês | [ 75 ] |
| 2014 (86.ª) | L'image manquante           | Rithy Panh                       | Camboja          | Francês     | [ 75 ] |
| 2014 (86.ª) | Omar                        | Hany Abu-Assad                   | Palestina        | Árabe       | [ 75 ] |
| 2015 (87.ª) | Ida                         | Paweł Pawlikowski                | Polônia          | Polonês     | [ 76 ] |
| 2015 (87.ª) | Leviafan                    | Andrey Zvyagintsev               | Rússia           | Russo       | [ 76 ] |
| 2015 (87.ª) | Mandariinid                 | Zaza Urushadze                   | Estónia          | Estoniano   | [ 76 ] |
| 2015 (87.ª) | Timbuktu                    | Abderrahmane Sissako             | Mauritânia       | Árabe       | [ 76 ] |
| 2015 (87.ª) | Relatos salvajes            | Damián Szifron                   | Argentina        | Espanhol    | [ 76 ] |
| 2016 (88.ª) | Saul fia                    | László Nemes                     | Hungria          | Húngaro     | [ 77 ] |
| 2016 (88.ª) | El abrazo de la serpiente   | Ciro Guerra                      | Colômbia         | Espanhol    | [ 77 ] |
| 2016 (88.ª) | Mustang                     | Deniz Gamze Ergüven              | França           | Francês     | [ 77 ] |
| 2016 (88.ª) | Theeb                       | Naji Abu Nowar                   | Jordânia         | Árabe       | [ 77 ] |
| 2016 (88.ª) | Krigen                      | Tobias Lindholm                  | Dinamarca        | Dinamarquês | [ 77 ] |
| 2017 (89.ª) | Forushande                  | Asghar Farhadi                   | Irão             | Persa       | [ 78 ] |
| 2017 (89.ª) | Under sandet                | Martin Zandvliet                 | Dinamarca        | Dinamarquês | [ 78 ] |
| 2017 (89.ª) | En man som heter Ove        | Hannes Holm                      | Suécia           | Sueco       | [ 78 ] |
| 2017 (89.ª) | Tanna                       | Martin Butler e Bentley Dean     | Austrália        | Nauvhal     | [ 78 ] |
| 2017 (89.ª) | Toni Erdmann                | Maren Ade                        | Alemanha         | Alemão      | [ 78 ] |
| 2018 (90.ª) | Una mujer fantástica        | Sebastián Lelio                  | Chile            | Espanhol    | [ 79 ] |
| 2018 (90.ª) | L'insulte                   | Ziad Doueiri                     | Líbano           | Árabe       | [ 79 ] |
| 2018 (90.ª) | Nelyubov                    | Andrey Zvyagintsev               | Rússia           | Russo       | [ 79 ] |
| 2018 (90.ª) | Testről és lélekről         | Ildikó Enyedi                    | Hungria          | Húngaro     | [ 79 ] |
| 2018 (90.ª) | Rutan                       | Ruben Östlund                    | Suécia           | Sueco       | [ 79 ] |
| 2019 (91.ª) | Roma                        | Alfonso Cuarón                   | México           | Espanhol    | [ 80 ] |
| 2019 (91.ª) | Capharnaüm                  | Nadine Labaki                    | Líbano           | Árabe       | [ 80 ] |
| 2019 (91.ª) | Zimna wojna                 | Paweł Pawlikowski                | Polônia          | Polonês     | [ 80 ] |
| 2019 (91.ª) | Werk ohne Autor             | Florian Henckel von Donnersmarck | Alemanha         | Alemão      | [ 80 ] |
| 2019 (91.ª) | Manbiki Kazoku              | Hirokazu Kore-eda                | Japão            | Japonês     | [ 80 ] |

### Década de 2020
| Ano         | Filme                          | Direção                             | País concorrente     | Língua(s)                         | Ref.   |
| ----------- | ------------------------------ | ----------------------------------- | -------------------- | --------------------------------- | ------ |
| 2020 (92.ª) | Gisaengchung                   | Bong Joon-ho                        | Coreia do Sul        | Coreano                           | [ 81 ] |
| 2020 (92.ª) | Boże Ciało                     | Jan Komasa                          | Polônia              | Polonês                           | [ 81 ] |
| 2020 (92.ª) | Dolor y gloria                 | Pedro Almodóvar                     | Espanha              | Espanhol                          | [ 81 ] |
| 2020 (92.ª) | Les Misérables                 | Ladj Ly                             | França               | Francês                           | [ 81 ] |
| 2020 (92.ª) | Medena zemja                   | Tamara Kotevska e Ljubomir Stefanov | Macedônia do Norte   | Macedônio                         | [ 81 ] |
| 2021 (93.ª) | Druk                           | Thomas Vinterberg                   | Dinamarca            | Dinamarquês                       | [ 82 ] |
| 2021 (93.ª) | Colectiv                       | Alexander Nanau                     | Roménia              | Romeno                            | [ 82 ] |
| 2021 (93.ª) | Quo Vadis, Aida?               | Jasmila Žbanić                      | Bósnia e Herzegovina | Bósnio                            | [ 82 ] |
| 2021 (93.ª) | Shàonián de nǐ                 | Derek Tsang                         | Hong Kong            | Mandarim                          | [ 82 ] |
| 2021 (93.ª) | The Man Who Sold His Skin      | Kaouther Ben Hania                  | Tunísia              | Árabe                             | [ 82 ] |
| 2022 (94.ª) | Doraibu mai kā                 | Ryūsuke Hamaguchi                   | Japão                | Japonês                           | [ 83 ] |
| 2022 (94.ª) | Flugt                          | Jonas Poher Rasmussen               | Dinamarca            | Dinamarquês                       | [ 83 ] |
| 2022 (94.ª) | È stata la mano di Dio         | Paolo Sorrentino                    | Itália               | Italiano                          | [ 83 ] |
| 2022 (94.ª) | Lunana: A Yak in the Classroom | Pawo Choyning Dorji                 | Butão                | Dzongkha                          | [ 83 ] |
| 2022 (94.ª) | Verdens verste menneske        | Joachim Trier                       | Noruega              | Norueguês                         | [ 83 ] |
| 2023 (95.ª) | Im Westen nichts Neues         | Edward Berger                       | Alemanha             | Alemão / Francês                  | [ 84 ] |
| 2023 (95.ª) | Argentina, 1985                | Santiago Mitre                      | Argentina            | Espanhol                          | [ 84 ] |
| 2023 (95.ª) | An Cailín Ciúin                | Colm Bairéad                        | Irlanda              | Irlandês gaélico                  | [ 84 ] |
| 2023 (95.ª) | Close                          | Lukas Dhont                         | Bélgica              | Francês / Holandês                | [ 84 ] |
| 2023 (95.ª) | EO                             | Jerzy Skolimowski                   | Polónia              | Polonês                           | [ 84 ] |
| 2024 (96.ª) | The Zone of Interest           | Jonathan Glazer                     | Reino Unido          | Alemão / Polonês / Iídiche        | [ 85 ] |
| 2024 (96.ª) | Io capitano                    | Matteo Garrone                      | Itália               | Uolofe / Francês                  | [ 85 ] |
| 2024 (96.ª) | Perfect Days                   | Wim Wenders                         | Japão                | Japonês                           | [ 85 ] |
| 2024 (96.ª) | La sociedad de la nieve        | J. A. Bayona                        | Espanha              | Espanhol                          | [ 85 ] |
| 2024 (96.ª) | Das Lehrerzimmer               | İlker Çatak                         | Alemanha             | Alemão / Turco / Polonês / Inglês | [ 85 ] |
| 2025 (97.ª) | Ainda Estou Aqui               | Walter Salles                       | Brasil               | Português                         | [ 86 ] |
| 2025 (97.ª) | Dāne-ye anjīr-e ma'ābed        | Mohammad Rasoulof                   | Alemanha             | Persa                             | [ 86 ] |
| 2025 (97.ª) | Emilia Pérez                   | Jacques Audiard                     | França               | Espanhol                          | [ 86 ] |
| 2025 (97.ª) | Pigen med nålen                | Magnus von Horn                     | Dinamarca            | Dinamarquês                       | [ 86 ] |
| 2025 (97.ª) | Straume                        | Gints Zilbalodis                    | Letónia              | Sem diálogo                       | [ 86 ] |

## Shortlists
Desde sua 79ª edição, realizada em 2007, o Oscar tem anunciado uma shortlist de filmes pré-selecionados antes das cinco indicações finais.
| Ano         | Filmes pré-selecionados |
| ----------- | --- |
| 2007 (79.ª) | Fauteuils d'orchestre ( França), Vitus ( Suíça ), Volver ( Espanha), Zwartboek ( Países Baixos). |
| 2008 (80.ª) | Klopka - Клопка ( Sérvia), L'Âge des ténèbres ( Canadá), La sconosciuta ( Itália), O ano em que meus pais saíram de férias ( Brasil). |
| 2009 (81.ª) | Arráncame la vida ( México), Ce qu'il faut pour vivre ( Canadá), Maria Larssons eviga ögonblick ( Suécia), Üç maymun ( Turquia). |
| 2010 (82.ª) | Kelin - Келін ( Cazaquistão), Oorlogswinter ( Países Baixos), Samson & Delilah ( Austrália), Svetat e golyam i spasenie debne otvsyakade - Светът е голям и спасение дебне отвсякъде ( Bulgária). |
| 2011 (83.ª) | I rymden finns inga känslor ( Suécia), Kokuhaku - 告白 ( Japão), Life, Above All ( África do Sul), También la lluvia ( Espanha). |
| 2012 (84.ª) | Omar m'a tuer ( Marrocos), Pina – Tanzt, tanzt sonst sind wir verloren ( Alemanha), Saideke Balai ( Taiwan), SuperClásico ( Dinamarca). |
| 2013 (85.ª) | Djúpið ( Islândia), După dealuri ( Roménia), Intouchables ( França), L'enfant d'en haut ( Suíça ). |
| 2014 (86.ª) | A nagy füzet ( Hungria), Epizoda u životu berača željeza ( Bósnia e Herzegovina), Yut doi jung si - 一代宗師 ( Hong Kong), Zwei Leben ( Alemanha). |
| 2015 (87.ª) | Libertador ( Venezuela), Lucia de B. ( Países Baixos), Simindis k'undzuli - სიმინდის კუნძული ( Geórgia), Turist ( Suécia). |
| 2016 (88.ª) | Im Labyrinth des Schweigens ( Alemanha), Le Tout Nouveau Testament ( Bélgica), Miekkailija ( Finlândia), Viva ( Irlanda). |
| 2017 (89.ª) | Juste la fin du monde ( Canadá), Kongens nei ( Noruega), Ma vie de Courgette ( Suíça ), Rai - Рай ( Rússia). |
| 2018 (90.ª) | Aus dem Nichts ( Alemanha), Félicité ( Senegal), Fox-trot - פוֹקְסטְרוֹט ( Israel), Inxeba ( África do Sul). |
| 2019 (91.ª) | Ayka - Айка ( Cazaquistão), Beoning - 버닝 ( Coreia do Sul), Den skyldige ( Dinamarca), Pájaros de verano ( Colômbia). |
| 2020 (92.ª) | Akik maradtak ( Hungria), Atlantique ( Senegal), Dylda - Дылда ( Rússia), Nabarvené ptáče ( Chéquia), Tõde ja õigus ( Estónia). |
| 2021 (93.ª) | Deux ( França), Dorogie tovarishchi! - Дорогие товарищи! ( Rússia), El agente topo ( Chile), Håp ( Noruega), Khoršid - خورشید ( Irão), La Llorona ( Guatemala), La Nuit des rois ( Costa do Marfim), Šarlatán ( Chéquia), Ya no estoy aquí ( México), Yàngguāng pûzhào - 陽光普照 ( Taiwan).                                             |
| 2022 (94.ª) | Dýrið ( Islândia), El buen patrón ( Espanha), Ghahreman - قهرمان ( Irão), Große Freiheit ( Áustria), Hytti nro 6 ( Finlândia), Ich bin dein Mensch ( Alemanha), Noche de fuego ( México), Plaza Catedral ( Panamá), Un monde ( Bélgica), Zgjoi ( Kosovo).                                                                                |
| 2023 (95.ª) | Bardo, falsa crónica de unas cuantas verdades ( México), Boy from Heaven ( Suécia), Chhello Show - છેલ્લો શો ( Índia), Corsage ( Áustria), Eankbut muqadas - عنکبوت مقدس ( Dinamarca), Heojil kyolshim - 헤어질 결심 ( Coreia do Sul), Joyland ( Paquistão), Le bleu du caftan ( Marrocos), Retour à Séoul ( Camboja), Saint Omer ( França). |
| 2024 (97.ª) | 20 dniv u Mariupoli - 20 днів у Маріуполі ( Ucrânia), Amerikats'i - Ամերիկացի ( Armênia), Banāt Olfa - بنات ألفة ( Tunísia), Bastarden ( Dinamarca), Kadib Abyad - كذب أبيض ( Marrocos), Kuolleet lehdet ( Finlândia), La Passion de Dodin Bouffant ( França), Tótem ( México), The Monk and the Gun ( Butão), Volaða land ( Islândia).  |
| 2025 (98.ª) | Armand ( Noruega), Dahomey ( Senegal), qiṣaṣ ghayr maḥkiyya min Ghazza min al-masāfa ṣifr - قصص غير محكية من غزة من المسافة صفر ( Palestina), Lahn Mah ( Tailândia), Kneecap ( Irlanda), Santosh ( Reino Unido), Snerting ( Islândia), Une langue universelle ( Canadá), Vermiglio ( Itália), Waves ( Chéquia).                          |